# 홋카이도 닛폰햄 파이터스
홋카이도 닛폰햄 파이터스(일본어: 北海道日本ハムファイターズ 홋카이도닛폰하무파이타즈[*], 영어: Hokkaido Nippon-Ham Fighters)는 일본의 프로 야구 구단으로, 퍼시픽 리그 소속이다.
1946년 세네터스(セネタース)라는 팀 이름으로 창단하여 1952년부터 2003년까지 도쿄도를 연고지로 하다가 2004년에 홋카이도 삿포로시로 이전했다. 홋카이도를 보호 지역으로 두고 있으며 에스콘 필드 HOKKAIDO를 홈구장으로 사용하고 있다. 2003년까지 홈구장인 도쿄도 분쿄구에 있는 도쿄 돔을 현재까지도 준 본거지로 사용하고 있다.

## 구단의 역사

### 세네터스·규에이·도큐 시대
1945년 11월 6일, 전쟁 중에 해산한 도쿄 세네터스(1935년 설립)의 중심 인물이었던 요코자와 사부로가 세네터스의 부흥을 목표로 새로이 세네터스(セネタース, 회사명 세네터스 야구 협회(セネタース野球協会))를 설립해 다시 발족한 일본 야구 연맹에 가입했다. 1946년 같은 리그에 골드 스타와 함께 새로운 구단으로 참가했다. 오시타 히로시나 이이지마 시게야, 시라키 기이치로 등 즉시 전력 감인 선수들을 모았으나 요코자와 개인으로 시작한 구단이었기 때문에 경제적으로 어려웠고 유니폼은 전쟁 이전의 한큐군의 것을 대물림하는 상태였다. 구 화족 출신인 사이온지 긴가즈를 오너로, 긴자에서 카바레와 고리 대금을 겸업했던 오테 노보루가 스폰서가 되었으나 결국 자금 부족으로 요코자와는 단 1시즌 만에 구단 경영을 포기할 수 밖에 없었다.
1946년 9월 27일 대 골드 스타 전(한큐 니시노미야 구장)에서 숙소 근처에 비가 와 선수들이 경기가 취소되었을 걸로 예상하고 경기장으로 이동하지 않았으나 경기는 진행되었고 결국 경기를 포기한 것으로 간주되어 0대 9로 패배했다. 이는 일본 프로 야구 최초의 몰수 경기이다. 12월 18일 도쿄 급행 전철(도큐)에 구단 권리금 24만 엔을 합쳐 총 35만 엔에 매각했다. 도큐와 중개를 한 것은 고니시 도쿠로, 아사오카 노부오, 구로카와 쇼조로 알려져 있다. 운영 법인으로써 주식회사 도큐 베이스볼 클럽(株式会社東急ベースボール倶楽部)을 설립했고 이듬해인 1947년 1월 7일 구단 명칭을 도큐 플라이어스(東急フライヤーズ)로 변경했다. 당시 도큐는 아직 다이도큐라고 불리던 시절로 분열 소동이 벌어지고 있었다. 다이도큐의 일단의 결단으로 도큐가 이 구단을 인수하게 되었고 당시 회사의 이사 경리였던 오카와 히로시가 구단주로 취임했다. 이렇게 탄생한 플라이어스는 오시타가 많은 팬들을 모았으나 구단 경영은 여전히 적자였다.
1948년 9월 8일 계속 프로 야구로의 진출을 획책하고 국민 야구 연맹에 접근하고 있던 오쓰카 어슬레틱스와 일부 시합에서 흥행을 하고 있던 미가맹 프로 구단인 다이에이 야구가 구단 경영에 참가하여 기업 이름을 도큐 다이에이 야구(東急大映野球), 구단 이름을 규에이 플라이어스(急映フライヤーズ)로 변경하였다. 그러나 같은 해 12월 1일 긴세이 스타스를 별도로 인수하는 것이 정해진 다이에이가 플라이어스 운영에서 손을 떼고 같은 달 21일에 구단 이름이 1년 만에 원래대로 도큐 플라이어스(東急フライヤーズ)로 돌아왔다.
이 해 다이에이 야구와 합동했던 이유로 선수의 수가 증가하여 2군을 설립했다. 팀 이름은 규에이 틱 플라이어스가 되었다. 틱 플라이어스는 규에이의 '플라이어스'에 오쓰카 어슬레틱스의 '틱'을 가져온 것이다.
프랜차이즈제가 시험 도입(1952년부터 정식 도입)되어 홈구장으로 도쿄도 분쿄구의 고라쿠엔 구장을 삼았다.
1949년 오프 시즌에 양대 리그로 분립되자 퍼시픽 리그에 가맹해 참가 첫 해인 1950년에는 8구단 중 6위를 차지하며 B클래스에 머물렀다.
1952년 오시타 히로시와의 계약 과정에서 난항이 생겨 관계가 악화되었고 결국 시즌 중에 오시타가 니시테쓰 라이온스로 이적하게 되었다.
1953년 9월 도큐 연선인 세타가야구 고마자와 올림픽 공원에서 자부담으로 고마자와 야구장이 건설되어 고라쿠엔에서 이전했다. 자유분방한 스타일로 인해 '고마자와의 망나니'라는 별명이 붙기도 했다.

### 도에이·닛타쿠홈 시대
1954년 1월 1일 도큐는 당시 방계 기업이었기 때문에 오카와가 사장을 맡고 있던 도에이에 구단 운영을 위탁했다. 같은 해 2월 1일 도에이가 자회사인 '도에이 흥업 주식회사'에 구단을 이관하면서(도큐 베이스볼 클럽은 휴면 회사로 존속) 팀 이름을 도에이 플라이어스(東映フライヤーズ)로 변경했다. 이로써 구단 소유의 도큐 베이스볼 클럽과 구단 운영의 도에이 흥업 양대 회사 체제가 되었다. 이 체제는 1964년 도에이의 도큐 그룹 이탈 후에도 이어졌다.
1959년 이후에 3000안타를 달성하게 되는 '안타 제조기' 장훈이 입단하게 되었다. 장훈은 신인왕에 올랐고 팀을 3위로 이끌며 팀 사상 최초의 A클래스 진입에 기여했다.
1960년 12월 전 요미우리 자이언츠 감독인 미즈하라 시게루가 감독으로 취임했다. 미즈하라가 요미우리의 감독을 퇴임하자 오가와는 초빙 공작을 위해 움직였고 교토와 긴자에 바 '오소메'를 열면서 우에바 히데의 연인이기도 했던 신도 고지(이후에 영화 감독)을 불렀다. 미즈하라의 술 친구이기도 한 신도는 마키노 마사히로와 같은 영화인들과 친했고 오가와도 귀여워했다. 이 초빙 공작을 계기로 미즈하라가 도에이의 감독에 취임한 것이다.
1961년 여태까지 긴테쓰 버펄로스와 최하위 경쟁을 하던 도에이가 미즈하라 감독의 지휘로 막판까지 난카이 호크스와 우승 경쟁을 벌였다. 난카이의 에이스 스기우라 다다시가 전력에서 이탈해 언론은 도에이의 우승을 점쳤으나 10월 11일부터 벌어진 난카이와의 5연전에서 3승을 거둘 경우 우승이 확정되었던 상황에서 3연패로 10월 15일 우승을 놓쳤고 난카이와 2.5경기 차의 2위에 올랐다. 한편 장훈이 개인 첫 수위 타자의 타이틀을 획득했다.
1962년 도쿄 하계 올림픽(1964년 개최)의 정비 계획을 위해 고마자와 야구장이 철거되었다. 경기장의 확보에 고생했지만 우여곡절 끝에 신주쿠구의 메이지 진구 야구장을 학생 야구가 열리지 않는 기간에만 빌리고, 나머지는 고라쿠엔 구장 등 다른 구장을 빌리는 것으로 해결했다. 미즈하라 감독의 지도 아래 도바시 마사유키와 오자키 유키오의 두 에이스가 활약하며 첫 리그 우승을 거두었다. 그 해 일본 시리즈에서도 한신 타이거스를 상대로 4승 1무 2패로 염원했던 일본 제일을 달성하였다. 이것이 도에이 시절의 유일한 우승이 되었다. 일본 시리즈의 MVP에는 도바시와 다네모 마사유키가 선정되었는데 MVP가 2명 선출된 것은 일본 시리즈 사상 유일한 기록이다. 장훈이 구단 사상 첫 MVP를, 오자키가 신인왕을 차지했다.
1964년, 고쿠테쓰 스왈로스가 메이지 진구 야구장을 점유해 고라쿠엔 구장에서의 경기가 많아지면서 정식으로 고라쿠엔 구장에 다시 이전하게 되었다. 1960년대 후반에 들어서는 장훈 이외에 오스기 가쓰오, 백인천, 부스지마 쇼이치, 오시타 다케시 등 강타선을 보유하게 되었다. 그러나 팀은 A클래스에 들어갈지라도 우승 경쟁은 하지 못했다.
1968년에 미즈하라 감독의 뒤를 이어 오시타 히로시가 감독으로 취임했지만 시즌 도중에 휴양을 떠났고 그 결과 구단 사상 첫 최하위에 머물렀다. 1969년에는 4위로 시즌을 마감했다. 1970년 검은 안개 사건이 발생해 에이스였던 모리야스 도시아키가 영구 추방을 당했고 영화 산업도 쇠퇴하며 인기가 점차 줄어들었다. 장훈이 당시의 일본 프로 야구 기록이 되는 타율 .383을 기록하며 4년 연속 수위 타자. 오스기가 최다 홈런과 최다 타점의 2관왕을 차지했으나 에이스를 잃은 영향이 컸기 때문에 5위에 머물렀다. 1971년에는 명물 오너였던 오카와가 급서했다. 이후 안티 오카와로 이름 높은 오카다 시게루가 사장에 취임하면서 오카다의 맹우로 구단의 소유권을 보유하고 있던 도큐의 사장인 고도 노보루와 함께 오카와의 색이 강하게 배어 있던 부채산의 구단을 포기하게 되었으며 파이오니아가 구단 인수 물망에 올랐으나 구단 가질 필요 없다고 결론내렸다.
1973년 1월 16일, 도쿄 급행 전철은 구단을 소유하고 있던 도큐 베이스볼 클럽을 도에이에게 양도했다. 도에이는 오카다와 고도의 지인이었던 니시무라 아키요시가 운영하는 부동산 회사 닛타쿠홈에 구단을 매각했다. 따라서 상호명을 닛타쿠홈 야구 주식회사(日拓ホーム野球株式会社)로, 구단의 명칭을 닛타쿠홈 플라이어스(日拓ホームフライヤーズ )로 개칭했다(같은 해 2월 7일 퍼시픽 리그 실행 위원회에서 구단 이름 변경을 승인). 새로운 오너인 니시무라는 침체된 퍼시픽 리그에 활기를 되찾으려 7색의 유니폼을 개발하는 등 구단 운영에 다양한 방법을 시도했으나 결국 불발로 끝났고 팀은 전기 5위·후기 3위의 성적으로 시즌을 끝냈으며 1970년 7월 감독으로 발탁된 다미야 겐지로가 계속된 B클래스(4위 이하) 성적의 늪에서 벗어나지 못하여 전기리그 종료 뒤 감독 자리에서 물러나자 도바시 마사유키 2군 감독이 후기리그부터 1군 감독으로 승격했다. 이에 퍼시픽 리그에 미래가 없다고 생각하고 단일 리그화를 노리던 롯데 오리온스와 합병을 계획했으나 체결 직전에 무산되었고 니시무라는 야구계에 싫증을 느끼며 단 1시즌 만에 구단을 다시 양도하게 되었다.(자세한 내력은 1973년 일본 프로 야구 재편 문제를 참조.)

### 닛폰햄 시대

#### 고라쿠엔 시대
1973년 11월 19일 식품 가공 업체인 닛폰햄에 매각되었고 법인명은 닛폰햄 구단 주식회사(日本ハム球団株式会社)로 변경되었다. 오너에 오코소 요시노리, 구단 사장에 미하라 오사무, 감독에 나카니시 후토시가 취임했으며 이 과정에서 당초 2군 감독으로 있었다가 후기리그부터 승격된 도바시 마사유키 감독이 물러났다. 새로운 구단의 닉네임을 공모했는데 12월 17일에 '파이터스'가 선정되어 구단 이름을 닛폰햄 파이터스(日本ハムファイターズ)가 되었다.
닛폰햄으로써의 첫 시즌인 1974년에는 전·후기 모두 최하위에 머무르며 종합 꼴찌로 끝났다. 장훈이 개인 통산 7번째의 수위 타자 타이틀을 획득했다. 한편 사장인 미하라는 플라이어스 시대의 주력 처분을 겨냥해 대형 트레이드에 착수했다. 결국 오프 시즌에 오스기가 야쿠르트로, 백인천이 다이헤이요로, 오시타가 히로시마로 각각 이적했다.
1975년에는 전·후기 모두 4위에 그쳤고 2년 연속 종합 최하위에 머물렀다. 다카하시 나오키가 17승(15선발승)을 거두었고 오스기의 트레이드 상대였던 오다 요시토가 수위 타자 경쟁을 벌였으나 다이헤이요로 이적한 백인천에게 타이틀을 내주었고, 오프 시즌에는 장훈이 다카하시 가즈미, 도미타 마사루와의 1대 2 트레이드로 요미우리에 이적했는데 1973년 초 장훈을 마땅한 좌완투수와 맞트레이드시킬 계획이었지만 각 구단이 전력을 보강하여 마땅한 트레이드 상대가 나서지 않은 데다 이미 스프링캠프에 들어설 준비가 끝나 시기가 늦어 무산됐다. 나카니시는 2년 연속 최하위의 책임을 지고 사임했으며 오사와 게이지가 감독으로 취임했으나 1976년과 1977년 2년 연속 5위에 머물렀다.
1978년 바비 미첼이 홈런왕을 차지했고 난카이에서 이적한 가시와바라 준이치도 활약하며 팀 성적이 종합 3위에 오르며 파이터스 최초의 A클래스가 되었다.
1979년 다카하시 나오키가 20승(15선발승)을 거두었고 시마다 마코토가 1이닝 3도루 등 55도루를 기록했다. 결과는 2년 연속 종합 3위로 끝났다.
1980년 신인인 기다 이사무가 22승으로 최다승(17선발승으로 니시나 도키나리, 히가시오 오사무와 선발승 공동 1위)·MVP·신인왕 등 투수 부문의 타이틀을 휩쓸었다. 타선도 카시와바라, 토니 솔라이타, 토미 크루스의 클린업이 활약하며 최종전을 앞두고 후기 우승에 1승만을 남겨두고 있었다. 하지만 관중이 만원을 이룬 고라쿠엔 구장에서 열린 10월 7일의 긴테쓰와의 최종전에서 3회부터 등판한 기다가 안타를 맞으며 패배했고, 이후 나머지 경기를 전승한 긴테쓰에게 역전 우승을 허용했다. 결과적으로는 전·후기 모두 2위에 머물렀고 종합 3위에 올랐다. 오프 시즌에는 다카하시 나오키와 히로시마의 에나쓰 유타카를 트레이드하였다.
1981년 전기에는 4위에 그쳤으나 후기에 우승을 차지했다. 플레이오프에서 전기 우승을 차지한 롯데를 3승 1무 1패로 격파하고 도에이 시대부터 시작해 사상 두 번째의 리그 우승을 차지했다. 일본 시리즈에서는 같은 구장을 사용하는 요미우리와의 대전이 성사되었기 때문에 사상 최초로 전 경기가 동일한 구장에서 열리게 되었다. 이노우에 히로아키가 활약했으나 크루스가 부상을 당하며 전력에서 이탈해 2승 4패로 시리즈에서 패배했다. 타선에서는 홈런·타점 부문에서 2관왕을 차지한 솔라이타와 플레이오프의 MVP 가시와바라, 크루스의 클린업에 가세해 시마다나 스가노, 다카시로 같은 선수들도 활약했다. 투수진에서는 기다가 10승이 중지되었으나(그 해 9선발승) 마시바 시게쿠니가 15승(모두 선발) 무패, 오카베 노리아키가 방어율 1위를 차지했으며 다카하시 가즈미도 14승(모두 선발)을 올리는 등의 활약을 보였다. 에나쓰도 히로시마 시절부터 이어지는 3년 연속 최다 세이브 타이틀을 차지했다.
1982년에도 후기 우승을 차지했으나 플레이오프에서 전기 우승을 차지한 세이부에게 1승 3패로 패배해 리그 우승은 놓치게 되었다. 시즌 도중에 골절상을 당해 복귀가 절망적이었던 구도 미키오가 플레이오프 1, 3차전에 등판했으며 '일생일대의 대연극'으로 세간에 화제를 불러일으켰다. 구도가 20승(19선발승)으로 최다승 타이틀을, 다카하시 사토시가 방어율 1위를 차지했다.
1983년 퍼시픽 리그에 단일 시즌제가 재개되었다. 후타무라 다다미가 신인왕을 차지했으나 에나쓰가 3년 연속 최다 세이브 타이틀을 놓치고 세이부로 이적했다. 1984년 우에무라 요시노부가 감독으로 취임했으나 최하위를 기록해 성적 부진에 대한 책임을 지고 사임했다. 시즌 종반에는 오사와가 감독 대행을 맡았으며 오프 시즌에는 주니치로부터 미사와 준을 얻었다. 1985년 다카다 시게루가 감독으로 취임했으나 1985년과 1986년 2년 연속 5위를 기록했다.
한편, 1986년부터 1987년까지 "외화 절약"이란 정부 시책 때문에 한국 프로야구(KBO) 팀들이 국내에서 전지훈련을 할 당시 미국 플로리다 지역(86년 델레이 비치, 87년 새러소타)에서 전지훈련을(87년에는 캔자스시티 로열스 산하 걸프코스트리그 로열스와 합동훈련을 했는데 일본 프로야구 팀들 중 유일하게 마이너리그 팀과 합동훈련) 치뤘으며 삼성 라이온즈가 플로리다 베로비치에 위치한 다저타운(현재 홀먼 스타디움)에서 1988년 전지훈련을 치를 예정이었지만 경제사정 때문에 취소되자 일본 노베오카로 갔으며 결국 같은 해 주니치 드래건스가 다저타운으로 갔고 한국에서의 미국 전지훈련은 1992년이 되어서야(삼성-다저타운 LG-더니딘 태평양-브래든턴) 재개됐는데 이들 중 LG는 전신 MBC 시절이던 1988년 애리조나에서 전지훈련 예정이었으나 시기적으로 너무 늦어 좌절됐다.
1987년 신인인 니시자키 유키히로의 활약 속에 3위를 차지하며 3년 만에 A클래스에 안착했다. 같은 해 고라쿠엔 구장이 폐쇄되며 같은 장소에 건설된 도쿄 돔에 요미우리와 같이 이전하게 되었다. 오프 시즌에 오미야 다쓰오와 다나카 도미오가 주니치의 오시마 야스노리, 소다 야스지와 트레이드되었다.

#### 도쿄 돔 시대
1988년부터 2003년까지 고라쿠엔 구장의 후계인 도쿄 돔을 홈구장으로 사용했다. 이 무렵에는 니시자키 유키히로, 시바타 야스미쓰 등이 투수 왕국을 형성했고, 관객 동원 아이디어로 '커플 시트'나 '비어 시트' 등의 티켓 판매 및 곤도 사다오의 발명품이라고 볼 수 있는 '키스를 하면 무료 입장', '가장으로 오면 무료 입장', '동일 카드 3연전에 지정일 없음(예를 들어 모월 1·2·3일로 적혀 있으면 표 한 장에 대해 언제든지 입장 가능)'과 같은 이벤트를 벌였으나 16년 간 리그 우승은 한 번도 하지 못했다.
1988년 도쿄 돔 원년. 니시자키와 마쓰우라 히로아키가 최다승을 거두었고 고노 히로후미가 방어율 1위를 차지하며 팀 방어율 1위를 기록했다. 하지만 팀 타율과 득점 부문에서 최하위를 차지하며 2년 연속 3위에 안착하긴 했으나 승률은 5할을 밑돌았다. 관객 동원 수는 사상 최대인 245만 8500명을 동원했다. 오프 시즌에는 다카시로 노부히로와 히로시마의 나베야 미치오, 다키구치 미쓰노리의 1대 2 트레이드가 성사되었고 다이요에서 와카나 요시하루를 무상 트레이드로 획득했다. 감독인 다카다가 사임하고 후임으로 곤도 사다오가 취임했다.
1989년에는 니시자키가 16승을 올리지만 작년과 반대로 투수진이 부진하며 5위에 그쳤다. 시즌 도중에 요미우리의 스미 미쓰오를 무상 트레이드로 획득했고 오프 시즌에는 다나카 유키오, 하야카와 가즈오와 주니치의 후지오 야스하루, 고마쓰자키 요시히사의 트레이드가 성립되었다.
1990년 시바타 야스미쓰가 세이부와의 경기에서 노히트 노런을 기록했고 새로운 용병 맷 윈터스 및 드래프트 1순위의 사카이 미쓰지로와 경험 있는 와카나의 배터리가 활약하며 팀은 4위에 머물렀다. 하지만 승률은 5할을 확보했다.
1991년 시라이 가즈유키가 최고 출루율, 다케다 가즈히로가 최우수 구원 투수 부문에서 타이틀을 획득했다. 그러나 타선이 부진하며 5위로 마쳤다. 시즌이 끝나고 곤도가 사임했으며 후임은 도바시 마사유키가 1973년 이후로 팀에 감독으로 복귀했다.
1992년 히로시마에서 이적한 가네이시 아키히토가 팀 내 최다인 14승을 올렸고 가타오카 아쓰시가 신인이면서 레귤러로 활약했지만 에이스인 니시자키가 부진했다. 주포의 역할을 기대했던 다나카가 개막전부터 부상을 당했고 베스트 멤버가 모이지 못한 채 2년 연속 5위로 부진했고 도바시는 성적 부진의 책임을 지며 1년 만에 사임했다. 후임으로는 오사와 게이지가 3번째로 감독에 부임했다.
1993년 투수진에서는 니시자키가 부활했고 다케다와 전년도의 계투진에서 에이스였던 시라이 야스가쓰가 선발로 전환해 활약했고 가네이시는 부상의 영향으로 릴리프로 전향했다. 타선에서는 작년에 개막전 밖에 나오지 못했던 다나카와 주로 수비 전문 요원이었다가 레귤러로 발탁된 히로세 데쓰로, 윈터스와 새로운 용병 릭 슈의 활약으로 리그 우승을 차지한 세이부에 약간 뒤쳐진 2위를 차지했다. 가네이시와 다무라 후지오가 최우수 배터리 상을 수상했다.
1994년에는 46승 5무 79패라는 성적으로 최하위를 기록했다. 3연패 이상을 14번이나 기록했고 3연승 이상은 3번 밖에 없었다. 9월 29일 홈구장에서의 최종전에서 경기 종료 후 세레모니에서 오사와 감독이 팬들을 상대로 무릎을 꿇기도 했다. 관중 수는 도쿄 돔 이전 이후 처음으로 200만 명을 넘지 못했다. 오시마가 현역을 은퇴했고 오프 시즌에 기무라 다쿠야에 현금을 더하여 히로시마의 나가도미 히로시와 트레이드했다. 퇴임한 오사와의 뒤를 이어 우에다 도시하루가 감독에 취임했다.
1995년 젊은 선수들인 이와모토 쓰토무, 이마제키 마사루, 시마자키 다케시, 다구치 마사노리, 우에다 요시노리, 이데 다쓰야 등을 적극적으로 기용하며 4위에 머물렀다. 니시자키가 세이부를 상대로 노히트 노런을 기록했고 2년차 용병인 킵 그로스가 최다승을, 다나카가 타점왕 타이틀을 획득했다. 오프 시즌에 다케다, 마쓰다 신지와 다이에의 시모야나기 쓰요시, 야스다 히데유키의 트레이드가 성립되었다. 또한 다무라가 롯데에, 시라이 가즈유키가 오릭스로 각각 현금 트레이드 되었으며 고노가 FA를 선언하며 요미우리로 이적했다.
1996년 이와모토. 이마제키. 시바쿠사 히로시의 대두와 베테랑인 니시자키, 중견수 가타오카의 부활 등 투타가 맞물려 전반기에 2위인 오릭스와 5경기 차이로 선두를 달리고 있었으나 우에다 감독이 시즌 막판에 가정의 사정으로 휴양을 선언하며 갑작스레 팀을 이탈해 결과적으로 오릭스에 역전 우승을 허용하게 되었다. 그로스가 2년 연속 최다승을 올렸고 4년차인 가네코 마코토가 신인왕을 차지했다. 2군은 홈구장을 가나가와현 가와사키시의 닛폰햄 구단 다마가와 그라운드에서 지바현 가마가야시의 가마가야 파이터스 스타디움으로 이전했다.
1997년 작년 오프 시즌에 요미우리로부터 자유 계약이 된 오치아이 히로미쓰를 야쿠르트와의 경쟁에서 획득했다. 하지만 오치아이는 부진하며 실망스러운 결과를 보였다. 지난해 합계 48승을 올린 니시자키·이마제키·시바쿠사·가네이시·시마자키가 일제히 부진하며 총 20승을 올리는 데 그쳤다. 새로운 외국인 용병 나이젤 윌슨이 홈런왕을 차지했고 우에다가 오치아이의 지도 아래 처음으로 3할을 치는 등 도약했다. 결과는 리그 4위로 끝났고 2군은 이전 첫 해에 팜 일본 선수권을 제패했다. 오프 시즌에는 오랫동안 팀의 에이스 역할을 해오던 니시자키를 세이부의 이시이 다케히로, 나라하라 히로시와 트레이드했으며 가네이시가 성적 부진으로 방출되었다.
1998년 개막전 선발 투수 후보였던 그로스가 개막 직전에 부상으로 시즌 아웃된 상황에서 이와모토가 개막전에 출전해 완봉승을 거두었고 세키네 히로유키, 가네무라 사토루, 구로키 준지가 새로운 전력으로 대두했다. 이마제키와 시바쿠사도 전년도의 부진에서 탈출했고, 윌슨, 제리 브룩, 다나카, 가타오카, 니시우라 가쓰히로가 포진해있던 타선은 '빅뱅 타선'이라고 불리었다. 세이부에서 이적해 온 나라하라도 타격과 수비에서 활약하며 레귤러를 차지했고 개막 직전에 야쿠르트에서 이적한 노구치 도시히로가 주전 포수로 활약하며 전반기에 독주했으나 후반기에 페이스가 떨어지며 세이부에 역전 우승을 내주었다. 윌슨이 2년 연속 홈런왕을 차지했고 첫 타점왕을 거머쥐었다. 가네무라가 최우수 방어율, 가타오카가 최고 출루율 부문에서 타이틀을 획득했고 오치아이가 현역에서 은퇴했다.
1999년 전년까지 주로 대타로 활약했던 오가사와라 미치히로가 포수에서 1루수로 전향해 '사상 최강의 2번타자'로 대활약했다. 이와모토가 이나오 가즈히사의 뒤를 이어 2년 연속 개막전 완봉승을 거두었으나 4월 월간 MVP를 차지한 가네무라가 부상으로 시즌을 이탈했고 윌슨도 부상으로 이탈했다. 니시우라 이외에도 이와모토나 세키네, 신인인 다테야마 요시노리 이외의 투수진의 부진으로 리그 5위에 머물렀고 우에다가 감독에서 사임했다. 후임으로는 오시마 야스노리가 감독직을 맡게 되었다.
2000년 오가사와라가 최다 안타 타이틀을 차지했고 노구치가 포수로서 최다 루타를 기록했다. 우승 경쟁에 참여하기도 했으나 에이스인 이와모토의 부진으로 다이에와 세이부에 밀려 3위를 차지했다.
2001년 오가사와라가 2년 연속 최다 안타를 기록했고 루키인 나카무라 하야토가 첫 등판에 첫 완봉을 기록한 것을 포함해 시즌 3완봉(6승)을 올렸으나 초반부터 투수진이 부진했고 야수진에서도 부상자가 속출하며 7년 만에 리그 최하위를 기록했다. 관중 수는 137만 6000명까지 추락했고 가타오카가 FA로 한신에 이적했다.
2002년 관중의 증가를 도모하기 위해 여태까지 프로 야구 구단이 없었던 홋카이도 삿포로에 홈구장을 이전하는 구상이 3월 20일의 홋카이도 신문에 게재되었다. 삿포로에 준 홈구장을 계획하고 있던 세이부가 반발했지만 세이부로부터는 다른 구단과의 공식전 시합도 삿포로 돔에서 개최할 수 있다는 조건을 붙여 수락을 받았고, 이전 후에도 전체 경기를 도쿄 돔에서 계속 주최하겠다고 밝혔다. 오가사와라가 첫 수위 타자를 차지했고 3년차인 쇼다 이쓰키가 구단에서는 가네코 이후, 투수로써는 1980년의 기다 이후 최초로 신인왕을 수상했다. 그러나 팀은 5위에 그쳐 오시마 감독이 해임되었고 후임으로 트레이 힐만이 부임했다.
2003년 도쿄 돔의 마지막 시즌. 이듬해부터 새로운 거점이 될 삿포로 돔에서의 경기는 2001년 7월 31일에 열린 첫 경기 이후 10경기에서 2무 8패 밖에 기록하지 못했으나 8월 20일의 대 긴테쓰 전에서 3대 1로 첫 승리를 기록했다. 팀은 2년 연속 5위에 머물렀으나 오가사와라가 2년 연속 수위 타자와 최다 출루율을 차지했다. 8월에 홋카이도의 유력 기업의 투자로 이전 이후 구단 운영 회사가 되는 주식회사 홋카이도 닛폰햄 파이터스(株式会社北海道日本ハムファイターズ)를 설립했다. 홈구장을 삿포로 돔으로 이전했고(사무소도 도쿄 도 미나토구 롯폰기의 롯폰기 전기 빌딩에서 삿포로 돔의 사무실로 이전) 동시에 닛폰햄 구단 주식회사가 주식회사 홋카이도 닛폰햄 파이터스에 구단 운영권을 양도하며 해산해 특별 청산의 절차를 취했다. 한편 2군은 계속 가마가야 시의 파이터스 스타디움을 거점으로 하는 것으로 했고 이전 거점인 간토 지역의 팬들을 위해 연간 몇 경기를 계속 도쿄 돔에서 주최하는 것으로 결정했다. 2군의 홈구장 유지의 관계 상 가마가야 시에 '수도권 사업 그룹'을 설치하기도 했다. 또한 닛폰햄 구단 주식회사는 2005년 2월 1일 자로 특별 청산 종결의 결정이 확정되어 다음 날 첨부로 등기부가 폐쇄(법인격 소멸)되었다. 오프 시즌에 신조 쓰요시(등록명 SHINJO)을 획득했다.

### 삿포로 시대

#### 힐만 감독 시절
2004년에 퍼시픽 리그에 도입된 플레이오프 출전을 위해 지바 롯데 마린스와 시즌 막판까지 경쟁했고 9월 24일 오릭스 블루웨이브와의 경기에서 플레이오프 진출을 확정지었다. 4위인 롯데와는 0.5경기 차였는데 이 해 프로 야구에서는 긴테쓰와 오릭스의 구단 합병에 의한 야구계 재편 문제가 거론되었고 선수회가 9월 18일과 19일에 걸쳐 총 12경기에서 파업을 실시해 경기가 열리지 않았고 대체 경기는 이루어지지 않았다. 플레이오프 제1스테이지에서 2위인 세이부에 1승 2패로 탈락했다. 페르난도 세기뇰이 44홈런으로 홈런왕을 차지했고 다테야마가 최우수 중간 계투, 요코하마에서 이적한 요코야마 유키야가 28세이브로 최다 세이브를 기록했다. 오프 시즌에는 메이저 리그 진출을 계획하고 있던 야쿠르트의 이나바 아쓰노리를 FA로 영입하며 구단의 FA 첫 영입 선수로 기록되었다. 한편 드래프트 회의에서 1순위로 선택한 도호쿠 고등학교의 다르빗슈 유의 교섭권을 획득했다.
2005년 원래 감독이었던 다카다 시게루가 구단 최초의 GM에 취임했다. 4월 27일에는 닛폰햄 구단의 최초 오너인 오코소 요시노리가 사망했다. 등번호 100번으로 오너로써는 일본 프로 야구 최초로 영구 결번이 되었다. 이 해부터 시작된 센트럴·퍼시픽 교류전에서 11연패를 당하며 5위에 그쳤다.
2006년 4월 18일 SHINJO가 동년을 마지막으로 은퇴를 발표했다. 교류전의 최종전인 6월 20일의 야쿠르트 전에서 7월 7일의 세이부 전까지 45년 만에 구단 최다 기록이 되는 11연승을 기록했다. 세이부, 소프트뱅크와 선두 경쟁을 벌여 9월 27일의 최종전에서 정규 시즌 1위를 확정지었다. 팀 방어율 3.05, 팀 홈런 135개로 모두 리그 최고의 성적을 거두었다. 세이부와는 7승 13패로 열세였으나 소프트뱅크와는 다이에 시대를 포함해 9년 만에 상대 전적에서 앞섰고 오릭스와 도호쿠 라쿠텐 골든이글스에는 각각 17승 3패로 강세를 보였다. 플레이오프 제2 스테이지에서 2위인 소프트뱅크를 2연승으로 격파하고 25년만의 리그 우승을 달성했고, 일본 시리즈에서는 주니치를 4승 1패로 제압하며 10월 26일 44년 만에 일본 제일에 올랐다. 11월 12일 벌어진 아시아 시리즈에서도 우승하며 아시아 챔피언이 되었다. 타격 부문에서는 오가사와라가 홈런과 타점 부문에서 2관왕을 차지했고 투수진은 리그 1위인 방어율 3점대 초반을 기록했다. 야기 도모야가 12승으로 신인왕을 차지했고 릴리프로 활약한 다케다 히사시와 마이클 나카무라의 2명의 이름을 따서 'Hisashi and Michael', 줄여서는 구단 이름과도 관계 있는 'HAM'으로 불리었다. 또한 'H & M의 방정식'이라는 표현도 있었으며 오카지마 히데키가 등판한 날에는 'TOM'이라고 불리기도 했다. 다케다가 45홀드 포인트로 리그 신기록을 수립하며 최우수 중간 계투로 선정되었고 MICHAEL이 39세이브의 리그 신기록으로 최다 세이브를 기록했다. 오프 시즌에는 이야깃거리였던 SHINJO가 은퇴했다. 오가사와라가 요미우리에, 오카지마는 메이저 리그의 보스턴 레드삭스에 각각 FA로 이적했다. 드래프트 회의에서 지명권을 얻은 나가노 대학의 조노 히사요시가 입단을 거부했으며 전력 외 통보를 했던 쓰보이와 재계약을 했다.
2007년 5월 19일의 소프트뱅크 전부터 교류전을 사이에 두고 6월 8일의 야쿠르트 전까지 14연승을 내달리며 구단 최장 연승 기록을 갱신했다. 6월 23일에는 18승 5패로 교류전 우승을 차지했고 라이언 글린이 5승 무패로 교류전 MVP에 선정되었다. 9월 19일 클라이맥스 시리즈 진출을 결정지었고 9월 29일 구단 사상 첫 리그 2연패를 거두었다. 클라이맥스 시리즈 제2 스테이지에서 지바 롯데를 3승 2패로 제압했으나 일본 시리즈 1년 만에 다시 만난 주니치를 상대로 1승 뒤 4연패로 일본 시리즈 2연패는 좌절되었다. 한편 5차전에서는 야마이 다이스케와 이와세 히토키에게 합작 퍼펙트 게임을 당하는 수모도 겪었다. 이나바가 자체 최고 타율인 .334, 176안타로 수위타자와 최다 안타의 2관왕을 차지했다. 10월 3일의 드래프트 회의에서는 나카타 쇼의 교섭권을 한신·오릭스·소프트뱅크와의 경쟁 끝에 획득해 11월 6일 고졸 신인으로서는 사상 5번째로 계약금 1억 엔·거래금 5000만 엔·연봉 1500만 엔(추정)에 가계약을 체결했다. 오프 시즌에는 다나카 유키오가 은퇴했으며 힐만 감독과 다카다 GM이 퇴단했다. 후임 감독에는 나시다 마사타카가 부임했다.

#### 나시다 감독 시절
2006년 개막전부터 최종전까지 1군에 줄곧 자리 잡고 있던 야수가 4명밖에 안될 정도로 많은 선수들이 부상에 시달렸다. 소프트뱅크 이외의 팀들에게는 상대 전적에서 앞섰으나 라쿠텐과 세이부, 지바 롯데에게는 전적에서 손실을 보았다. 특히 팀 타율·홈런 부문에서 모두 리그 최악이라는 결과를 가져왔으나 투수진과 대타의 활약이나 교류전에서의 선전 등 최종적으로는 3위를 차지했다. 10월 11일, 10월 12일 클라이맥스 시리즈에서는 제1 스테이지에서는 오릭스에게 2승으로 승리했지만, 계속되는 제2 스테이지에서 세이부에 2승 4패로 탈락했다.
2009년 4월 15일 가네코 마코토가 일본 프로 야구 신기록인 7경기 연속 2루타를 달성했다. 8월 15일에는 코치인 후쿠라 준이치, 터멜 슬레지, 미야니시 나오키가 신종 플루에 감염되면서 프로 야구계 첫 신종 플루 감염자가 되었다. 10월 6일 삿포로 돔에서 열린 세이부 전에서 승리했는데 경기 도중에 라쿠텐이 롯데에게 패배했기 때문에 그 시점에서 2년만의 5번째 리그 우승을 확정지었다. 연간 주최 경기 관객수가 199만 2000명으로 삿포로 이전 후에는 사상 최고를 기록했다. 투수진에서는 다르빗슈와 다케다 마사루 이외에는 규정 이닝을 채운 투수가 없었지만 요미우리에서 이적한 하야시 마사노리, 에지리 신타로, 미야니시, 기쿠치 가즈마사의 계투진이 성장했고 스토퍼로 전향한 다케다 히사시가 무패로 최다 세이브 투수에 올랐다. 야수진에서는 오노 쇼타, 요미우리에서 니오카 도모히로가 가세했고 투수에서 야수로 전향한 이토이 요시오의 성장도 있었다. 그 결과 이나바, 이토이, 다카하시, 가네코 마코토가 타율 3할을 넘는 활약(이나바 이외 시즌 3 할은 이 시즌이 최초)으로 팀 타율은 리그 최고였다. 상대 전적도 소프트뱅크에만 11승 12패 1무로 약간의 손실을 기록했지만, 다른 퍼시픽 리그의 4구단에는 앞섰고 특히 롯데와는 18승 6패로 차이를 크게 벌렸다. 클라이맥스 시리즈 제2 스테이지에서 라쿠텐을 4승 1패로 꺾고 일본 시리즈 진출을 확정지었다. 하지만 일본 시리즈에서는 요미우리에게 2승 4패로 무릎을 꿇었다. 11월 22일에는 삿포로 시내 중심가에서 퍼시픽 리그 우승 기념 퍼레이드를 벌였는데 실행 위원회 추산 약 11만 1천명의 팬들이 모였다. 구단 사상 최다인 7명의 선수가 골든 글러브 상을 수상했고 후지이 쇼고가 FA로 요미우리에 이적했다.
2010년 1월 17일에 2군에서 1군으로 승격된 투수 코치 고바야시 시게루가 심장 마비로 인해 57세로 급서했다. 이에 따라 1월 23일 2군 투수 코치인 시마자키 다케시가 1군으로 승격되었다. 개막 이후 부상자가 속출하며 골든 위크를 앞두고 2군의 야수가 9명밖에 없는 사태에 빠졌다. 시즌 초반 연패를 거듭해 승패 차이가 최대 14경기까지 벌어졌으나 교류전 종료 후 7월 1일에 5할 승률에 복귀했다. 후반기로 가면서 소프트뱅크, 세이부, 오릭스에 거듭 위닝 시리즈를 기록했고 지바 롯데에게만 상대 전적에서 10승 14패로 밀릴 뿐 전년도와 마찬가지로 5개 구단에게 모두 두 자릿 수 승리를 거두었다. 최종전까지 롯데와 CS 싸움을 벌였으나 10월 1일 결국 5년 만의 B클래스가 되는 4위가 결정되었다. 10월 28일 드래프트 회의에서 야쿠르트·롯데·소프트뱅크와의 경합에서 와세다 대학의 사이토 유키의 교섭권을 얻어냈다. 11월 18일에는 중간 계투로 10승을 올린 사카키바라 료가 닛폰햄 소속으로 4년 만의 신인왕을 수상했다. 12월 9일에 삿포로 돔에서 사이토 유키의 단독 입단 회견이 열렸고 오프 시즌에는 다테야마 요시노리가 메이저 리그의 텍사스 레인저스에, 모리모토 히초리가 요코하마에 FA로 각각 이적했다.
2011년에는 이 해 3월 11일에 발생한 동일본 대지진의 영향으로 당초 예정되어 있던 3월 25일 개막이 4월 12일로 연기되었다. 5월 26일부터 6월 4일까지 프로 야구 타이 기록인 52이닝 연속 무실점 기록, 5경기 연속 완봉승을 달성했다(자세한 내용은 후술). 교류전은 16승 8패로 3위를 차지했다. 7월 27일에는 대 오릭스 12차전(오비히로의 모리노 구장)에서 13대 5로 승리하고 일본 프로 야구 사상 7번째가 되는 구단 통산 4000승을 달성했다. 소프트뱅크와는 시즌 막판까지 우승 경쟁을 벌였으나 9월에 열린 맞대결에서 3연패를 하는 등 상대 전적에서 6승 16패 1무로 크게 뒤쳐져 결국 17.5경기 차이로 2위에 머물렀다. 세이부와의 클라이맥스 시리즈에서는 2패로 탈락했으나 2군은 2004년 이후 7년 만에 이스턴 리그 제패를 이루어냈다. 8월 27일에 나시다가 동년을 끝으로 올해의 성적에 관계 없이 감독을 퇴임한다는 보도가 흘러나왔고, 9월 15일에 정식으로 나시다 감독의 퇴임이 발표되었다. 후임은 구리야마 히데키가 맡게 되었다. 드래프트 회의에서는 당초 요미우리의 단독 지명으로 예상되었던 도카이 대학의 스가노 도모유키를 1순위로 지명하면서 요미우리와의 경합 끝에 교섭권을 획득했다. 하지만 결국 스가노는 입단하지 않았다. 한편 7순위로 와세다 대학 소프트볼 부의 오시마 다쿠미를 지명함으로써 소프트볼 부 출신으로는 일본 야구계에 최초로 입성하게 되었다.

#### 구리야마 감독 시절
2012년 1월 다르빗슈가 포스팅 시스템을 통해 메이저 리그의 텍사스 레인저스로 이적했다. 3월 30일 삿포로 돔에서 열린 세이부와의 개막전에서 승리를 거두며 전반기에는 롯데와 선두를 다퉜다. 5월 6일에 1위에 등극했지만 교류전에서 14승 8패로 2위를 차지한 후 롯데에게 선두를 추월당하며 전반기를 2위로 마감했다. 후반기는 세이부와 선두 다툼을 벌였는데 9월 15일에 1위를 탈환했고, 9월 28일에 우승 매직 넘버 4를 점등시켰다. 매직 넘버가 1까지 줄어든 10월 2일 3년 만의 6번째 리그 우승을 차지했다. 클라이맥스 시리즈 파이널 스테이지에서 3위 소프트뱅크에게 3연승하며 최종 성적 4승 무패로 일본 시리즈 진출을 결정지었다. 일본 시리즈에서는 요미우리와 맞붙었으나 2승 4패로 준우승에 그쳤다. 다나카 겐스케가 해외 FA권을 행사해 메이저 리그에 도전하는 것을 표명해 샌프란시스코 자이언츠에 입단했다. 드래프트 회의에서는 앞서 메이저 리그 도전을 표명했던 하나마키히가시 고등학교의 오타니 쇼헤이를 단독으로 지명을 강행했다. 그 이후 약 한 달 간의 협상 끝에 12월 25일에 정식으로 입단을 발표했다.
2013년 1월 이토이 요시오, 야기 도모야와 오릭스의 기사누키 히로시, 오비키 게이지, 아카다 쇼고의 2대 3 트레이드가 성립되었다. 9월 28일 오릭스 전(교세라 돔 오사카)에서 0대 8로 패배함으로써 클라이맥스 시리즈 진출 가능성이 소멸됨과 동시에 3년 만의 B클래스가 확정되었다. 10월 1일 삿포로 돔에서 열린 라쿠텐과의 경기에서 2대 11로 패배하면서 2013년 시즌 우승을 차지한 라쿠텐에게 홈구장에서 1승도 거두지 못했고 최다승인 다나카에게는 8연패로 끝났다. 10월 6일 역시 삿포로 돔에서 열린 세이부 전에서 4대 3으로 패배하며 12년 만에, 홋카이도 이전 이후로는 처음으로 최하위가 결정되었다. 전년 리그 우승 팀이 최하위로 전락한 것은 1981년 긴테쓰 이후 32년 만의 기록이다. 미첼 어브레이유가 홈런왕을, 요 다이칸이 구단 최초로 도루왕을 차지했다.

## 팀의 특징
베테랑 토종 선수와 주력 선수라도 트레이드가 되는 경우가 있는데 이는 '베이스볼 운영 시스템(BOS)'이라고 하는 정보 시스템을 이용한 것이다. 이것은 소속 선수를 세이버매트릭스를 바탕으로 성적·연봉·나이를 계산해 주력, 예비, 육성, 재고의 4종류로 분류하여 현장과 프런트가 팀 구성에 대한 객관적인 수치를 기반으로 공통의 이해 하에 젊은 선수들을 적절하게 성장시키고 경험있는 베테랑들을 적절히 방출하는 것으로 연봉 총액을 억제하면서 팀 전력을 유지하고 등록 선수 전원을 전력으로 활용하는 것을 목표로 한 것이다. BOS는 지바 롯데 마린스, 후쿠오카 소프트뱅크 호크스, 요미우리 자이언츠 등도 채용하고 있는 방식이지만 다른 구단에는 아직 세이버매트릭스에 회의적으로 닛폰햄 정도가 중용하고 있다. 과거에 스캔들을 일으킨 선수에게도 "잡아야 할 선수는 잡는다. 명예 회복의 기회를 주는 것이 야구계 전체에 있어서 필요하다(야마다 마사오 GM)"와 고집하지 않는 정책을 이용한다. 이 배경에는 저렴한 비용으로 전력을 갖추기 위해서는 "어떤 상황에서도 하지 않으면 좋은 선수를 잡기가 어렵다(야마다 GM)"라는 판단이 있다.

### 구단의 관객 증가 전략
삿포로 돔 이전 후 구단은 다음과 관객 증가 방법을 내세워 도쿄 돔 시대보다 훨씬 관객이 증가했다. 2005년 이후는 1993년부터 100만 명 이상의 관객 동원을 계속하고 있고 200만 명에 육박했던 시즌도 있었다. 이는 소프트뱅크에 이어 리그 2위의 관객 수에 해당한다.
춋 QR
2009년 12구단 최초로 휴대 전화의 QR 코드를 이용해 티켓 없이 입장할 수 있는 '춋 QR' 시스템을 도입했다.

## 팀 슬로건

### 도쿄 시대
- 1993년 "발랄한 베이스볼"
- 1994년 "발랄한 베이스볼 Part2"
- 1995년 "Aggressive & Dramatic"
- 1996년 "더 많은 도전"
- 1997년 "위대한 도전"
- 1998년 "건곤일척"
- 1999년 "V에 한 마음!"
- 2000년 ~ 2002년 "Be tough, Stay tough, Win tough"
- 2003년 "Ethos Pathos Logos" "승리의 정신, 승리에 대한 열정, 승리야말로 의의"

### 삿포로 시대
- 2004년 "New Home, New Identity, New Dreams."
- 2005년 "Faith, Hope, Love The Game"
- 2006년 "Dream Big; Play Hard; Live Strong!"
- 2007년 "Focus, Advance, Nexus Spirit"
- 2008년 "뜨겁게, 정점에" ~F·A·N·S'08~
- 2009년 "Re : Challenge"
- 2010년 "Feel it!"
- 2011년 "ONE_1"
- 2012년 "9 + NinePlus"
- 2013년 "순수함 - 일편단심으로"
- 2014년 "전진해라 -Tumikor kur-"
- 2015년 "EZOlution
- 2016년 "터져라"
- 2017년 "F-AMBITIOUS"

## 역대 감독
- 요코자와 사부로(横沢三郎, 1946년)
- 가리타 히사노리(苅田久徳, 1947년 ~ 1948년)
- 이노카와 도시하루(井野川利春, 1949년 ~ 1950년)〈제1차〉
- 안도 시노부(安藤忍, 1951년)
- 이노카와 도시하루(井野川利春, 1952년 ~ 1954년)〈제2차〉
- 야스이 고이치(保井浩一, 1955년)〈제1차〉
- 이와모토 요시유키(岩本義行, 1956년 ~ 1960년)
  - 야스이 고이치(保井浩一, 1960년)〈제2차〉【감독 대행】
- 미즈하라 시게루(水原茂, 1961년 ~ 1967년)
- 오시타 히로시(大下弘, 1968년)
  - 이이지마 시게야(飯島滋弥, 1968년)【감독 대행】
- 마쓰키 겐지로(松木謙治郎, 1969년 ~ 1970년)
- 다미야 겐지로(田宮謙次郎, 1970년 ~ 1973년 전기)
- 도바시 마사유키(土橋正幸, 1973년 후기)(전기리그 2군감독)〈제1차〉
- 나카니시 후토시(中西太, 1974년 ~ 1975년)
- 오사와 게이지(大沢啓二, 1976년 ~ 1983년)〈제1차〉
- 우에무라 요시노부(植村義信, 1984년)
  - 야토 다카오(矢頭高雄, 1984년)【감독 대행】
- 오사와 게이지(大沢啓二, 1984년)〈제2차〉
- 다카다 시게루(高田繁, 1985년 ~ 1988년)
- 곤도 사다오(近藤貞雄, 1989년 ~ 1991년)
- 도바시 마사유키(土橋正幸, 1992년)〈제2차〉
- 오사와 게이지(大沢啓二, 1993년 ~ 1994년)〈제3차〉
- 우에다 도시하루(上田利治, 1995년 ~ 1999년)
- 오시마 야스노리(大島康徳, 2000년 ~ 2002년)
- 트레이 힐만(Trey Hillman, 2003년 ~ 2007년)
- 나시다 마사타카(梨田昌孝, 2008년 ~ 2011년)
- 구리야마 히데키(栗山英樹, 2012년 ~ 2021년)
- 신조 쓰요시(新庄剛志, 2022년 ~ )

※ 〈 〉은 재임 차수.

## 연도별 성적
| 연도   | 감독                            | 순위 | 경기 | 승리 | 패전 | 무승부 | 승률 | 승차   | 타율 | 홈런 | 평균자책점 | 비고               |
| ------ | ------------------------------- | ---- | ---- | ---- | ---- | ------ | ---- | ------ | ---- | ---- | ---------- | ------------------ |
| 1946년 | 요코자와 사부로                 | 5위  | 105  | 47   | 58   | 0      | .448 | 19     | .238 | 43   | 3.67       |                    |
| 1947년 | 가리타 히사노리                 | 6위  | 119  | 51   | 65   | 3      | .440 | 28     | .218 | 45   | 2.53       |                    |
| 1948년 | 가리타 히사노리                 | 5위  | 140  | 59   | 70   | 11     | .457 | 24.5   | .228 | 49   | 3.08       |                    |
| 1949년 | 이노카와 도시하루               | 7위  | 138  | 64   | 73   | 1      | .467 | 23     | .243 | 93   | 4.18       |                    |
| 1950년 | 안도 시노부                     | 6위  | 120  | 51   | 69   | 0      | .425 | 32.5   | .256 | 87   | 4.52       |                    |
| 1951년 | 안도 시노부                     | 6위  | 102  | 38   | 56   | 8      | .404 | 33     | .241 | 71   | 3.64       |                    |
| 1952년 | 이노카와 도시하루               | 6위  | 108  | 49   | 59   | 0      | .454 | 21     | .251 | 51   | 3.95       |                    |
| 1953년 | 이노카와 도시하루               | 6위  | 120  | 50   | 67   | 3      | .427 | 20     | .220 | 50   | 3.26       |                    |
| 1954년 | 이노카와 도시하루               | 7위  | 140  | 52   | 86   | 2      | .377 | 38.5   | .234 | 46   | 3.73       |                    |
| 1955년 | 야스이 고이치                   | 7위  | 143  | 51   | 89   | 3      | .364 | 48     | .232 | 40   | 3.18       |                    |
| 1956년 | 이와모토 요시유키               | 6위  | 154  | 58   | 92   | 4      | .390 | 39.5   | .216 | 41   | 2.86       |                    |
| 1957년 | 이와모토 요시유키               | 5위  | 132  | 56   | 73   | 3      | .436 | 28     | .227 | 45   | 2.80       |                    |
| 1958년 | 이와모토 요시유키               | 5위  | 130  | 57   | 70   | 3      | .450 | 22     | .237 | 40   | 2.70       |                    |
| 1959년 | 이와모토 요시유키               | 3위  | 135  | 67   | 63   | 5      | .515 | 21     | .242 | 78   | 2.98       |                    |
| 1960년 | 이와모토 요시유키               | 5위  | 132  | 52   | 78   | 2      | .400 | 30     | .236 | 80   | 2.92       |                    |
| 1961년 | 미즈하라 시게루                 | 2위  | 140  | 83   | 52   | 5      | .611 | 2.5    | .264 | 108  | 2.39       |                    |
| 1962년 | 미즈하라 시게루                 | 1위  | 133  | 78   | 52   | 3      | .600 | -      | .252 | 85   | 2.42       |                    |
| 1963년 | 미즈하라 시게루                 | 3위  | 150  | 76   | 71   | 3      | .517 | 10.5   | .236 | 114  | 3.02       |                    |
| 1964년 | 미즈하라 시게루                 | 3위  | 150  | 78   | 68   | 4      | .534 | 5.5    | .250 | 100  | 2.95       |                    |
| 1965년 | 미즈하라 시게루                 | 2위  | 140  | 76   | 61   | 3      | .555 | 12     | .240 | 107  | 2.88       |                    |
| 1966년 | 미즈하라 시게루                 | 3위  | 136  | 70   | 60   | 6      | .538 | 9      | .256 | 91   | 2.75       |                    |
| 1967년 | 미즈하라 시게루                 | 3위  | 134  | 65   | 65   | 4      | .500 | 10     | .260 | 97   | 3.19       |                    |
| 1968년 | 오시타 히로시                   | 6위  | 135  | 51   | 79   | 5      | .392 | 29     | .248 | 118  | 3.97       |                    |
| 1969년 | 마쓰키 겐지로                   | 4위  | 130  | 57   | 70   | 3      | .449 | 19.5   | .254 | 116  | 3.35       |                    |
| 1970년 | 마쓰키 겐지로·다미야 겐지로     | 5위  | 130  | 54   | 70   | 6      | .435 | 24.5   | .253 | 147  | 4.18       |                    |
| 1971년 | 다미야 겐지로                   | 5위  | 130  | 44   | 74   | 12     | .373 | 35.5   | .241 | 131  | 3.96       |                    |
| 1972년 | 다미야 겐지로                   | 4위  | 130  | 63   | 61   | 6      | .508 | 15     | .270 | 149  | 3.82       |                    |
| 1973년 | 다미야 겐지로·도바시 마사유키   | 5위  | 130  | 55   | 69   | 6      | .444 | (5)(3) | .254 | 133  | 3.97       | 전기 5위, 후기 3위 |
| 1974년 | 나카니시 후토시                 | 6위  | 130  | 49   | 75   | 6      | .395 | (6)(6) | .246 | 96   | 4.11       | 전기 6위, 후기 6위 |
| 1975년 | 나카니시 후토시                 | 6위  | 130  | 55   | 63   | 12     | .466 | (4)(4) | .258 | 100  | 3.89       | 전기 4위, 후기 4위 |
| 1976년 | 오사와 게이지                   | 5위  | 130  | 52   | 67   | 11     | .437 | (4)(5) | .258 | 107  | 3.72       | 전기 4위, 후기 5위 |
| 1977년 | 오사와 게이지                   | 5위  | 130  | 58   | 61   | 11     | .487 | (4)(4) | .245 | 113  | 3.36       | 전기 4위, 후기 4위 |
| 1978년 | 오사와 게이지                   | 3위  | 130  | 55   | 63   | 12     | .466 | (3)(4) | .264 | 131  | 3.98       | 전기 3위, 후기 4위 |
| 1979년 | 오사와 게이지                   | 3위  | 130  | 63   | 60   | 7      | .512 | (3)(4) | .266 | 131  | 4.09       | 전기 3위, 후기 4위 |
| 1980년 | 오사와 게이지                   | 3위  | 130  | 66   | 53   | 11     | .555 | (2)(2) | .264 | 167  | 3.61       | 전기 2위, 후기 2위 |
| 1981년 | 오사와 게이지                   | 1위  | 130  | 68   | 54   | 8      | .557 | (4)(1) | .276 | 126  | 3.81       | 전기 4위, 후기 1위 |
| 1982년 | 오사와 게이지                   | 2위  | 130  | 67   | 52   | 11     | .563 | (4)(1) | .266 | 127  | 3.63       | 전기 4위, 후기 1위 |
| 1983년 | 오사와 게이지                   | 3위  | 130  | 64   | 59   | 7      | .520 | 20.5   | .275 | 153  | 3.82       |                    |
| 1984년 | 우에무라 요시노부·오사와 게이지 | 6위  | 130  | 44   | 73   | 13     | .376 | 29.5   | .259 | 144  | 4.98       |                    |
| 1985년 | 다카다 시게루                   | 5위  | 130  | 53   | 65   | 12     | .449 | 23     | .265 | 169  | 4.36       |                    |
| 1986년 | 다카다 시게루                   | 5위  | 130  | 57   | 65   | 8      | .467 | 13.5   | .262 | 151  | 4.10       |                    |
| 1987년 | 다카다 시게루                   | 3위  | 130  | 63   | 60   | 7      | .512 | 11.5   | .259 | 128  | 3.96       |                    |
| 1988년 | 다카다 시게루                   | 3위  | 130  | 62   | 65   | 3      | .488 | 12.5   | .245 | 101  | 3.12       |                    |
| 1989년 | 곤도 사다오                     | 5위  | 130  | 54   | 73   | 3      | .425 | 18     | .266 | 131  | 4.20       |                    |
| 1990년 | 곤도 사다오                     | 4위  | 130  | 66   | 63   | 1      | .512 | 16.5   | .263 | 128  | 3.68       |                    |
| 1991년 | 곤도 사다오                     | 4위  | 130  | 53   | 72   | 5      | .424 | 28.5   | .251 | 112  | 3.72       |                    |
| 1992년 | 도바시 마사유키                 | 5위  | 130  | 54   | 73   | 3      | .425 | 26     | .259 | 99   | 4.20       |                    |
| 1993년 | 오사와 게이지                   | 2위  | 130  | 71   | 52   | 7      | .577 | 1      | .259 | 106  | 3.37       |                    |
| 1994년 | 오사와 게이지                   | 6위  | 130  | 46   | 79   | 5      | .368 | 28.5   | .252 | 101  | 4.62       |                    |
| 1995년 | 우에다 도시하루                 | 4위  | 130  | 59   | 68   | 3      | .465 | 22     | .237 | 105  | 3.56       |                    |
| 1996년 | 우에다 도시하루                 | 2위  | 130  | 68   | 58   | 4      | .540 | 7      | .249 | 130  | 3.49       |                    |
| 1997년 | 우에다 도시하루                 | 4위  | 135  | 63   | 71   | 1      | .470 | 14     | .265 | 128  | 4.18       |                    |
| 1998년 | 우에다 도시하루                 | 2위  | 135  | 67   | 65   | 3      | .508 | 3.5    | .255 | 150  | 3.83       |                    |
| 1999년 | 우에다 도시하루                 | 5위  | 135  | 60   | 73   | 2      | .451 | 18.5   | .260 | 148  | 4.34       |                    |
| 2000년 | 오시마 야스노리                 | 3위  | 135  | 69   | 65   | 1      | .515 | 4.5    | .278 | 177  | 4.70       |                    |
| 2001년 | 오시마 야스노리                 | 6위  | 140  | 53   | 84   | 3      | .387 | 24.5   | .256 | 147  | 4.79       |                    |
| 2002년 | 오시마 야스노리                 | 5위  | 140  | 61   | 76   | 3      | .445 | 28     | .247 | 146  | 3.86       |                    |
| 2003년 | 트레이 힐만                     | 5위  | 140  | 62   | 74   | 4      | .456 | 19.5   | .269 | 149  | 4.88       |                    |
| 2004년 | 트레이 힐만                     | 3위  | 133  | 66   | 65   | 2      | .504 |        | .281 | 178  | 4.72       |                    |
| 2005년 | 트레이 힐만                     | 5위  | 136  | 62   | 71   | 3      | .466 |        | .254 | 165  | 3.98       |                    |
| 2006년 | 트레이 힐만                     | 1위  | 136  | 82   | 54   | 0      | .603 |        | .269 | 135  | 3.05       |                    |
| 2007년 | 트레이 힐만                     | 1위  | 144  | 79   | 60   | 5      | .568 | -      | .259 | 73   | 3.22       |                    |
| 2008년 | 나시다 마사타카                 | 3위  | 144  | 73   | 69   | 2      | .514 | 4      | .255 | 82   | 3.54       |                    |
| 2009년 | 나시다 마사타카                 | 1위  | 144  | 82   | 60   | 2      | .577 | -      | .278 | 112  | 3.65       |                    |
| 2010년 | 나시다 마사타카                 | 4위  | 144  | 74   | 67   | 3      | .525 | 3      | .274 | 91   | 3.52       |                    |
| 2011년 | 나시다 마사타카                 | 2위  | 144  | 72   | 65   | 7      | .526 | 17.5   | .251 | 86   | 2.68       |                    |
| 2012년 | 구리야마 히데키                 | 1위  | 144  | 74   | 59   | 11     | .556 | -      | .256 | 90   | 2.89       |                    |
| 2013년 | 구리야마 히데키                 | 6위  | 144  | 64   | 78   | 2      | .451 | 18.5   | .256 | 105  | 3.74       |                    |
| 2014년 | 구리야마 히데키                 | 3위  | 144  | 73   | 68   | 3      | .518 | 6.5    | .251 | 119  | 3.61       |                    |
| 2015년 | 구리야마 히데키                 | 2위  | 143  | 79   | 62   | 2      | .560 | 12     | .258 | 106  | 3.62       |                    |
| 2016년 | 구리야마 히데키                 | 1위  | 143  | 87   | 53   | 3      | .621 | -      | .266 | 121  | 3.06       |                    |
| 2017년 | 구리야마 히데키                 | 5위  | 143  | 60   | 83   | 0      | .420 | 34     | .242 | 108  | 3.82       |                    |
| 2018년 | 구리야마 히데키                 | 3위  | 143  | 74   | 66   | 3      | .529 | 13.5   | .251 | 140  | 3.77       |                    |
| 2019년 | 구리야마 히데키                 | 5위  | 143  | 65   | 73   | 5      | .471 | 13     | .251 | 93   | 3.76       |                    |
| 2020년 | 구리야마 히데키                 | 5위  | 120  | 53   | 62   | 5      | .461 | 20     | .249 | 89   | 4.02       |                    |
| 2021년 | 구리야마 히데키                 | 5위  | 143  | 55   | 68   | 20     | .447 | 14     | .231 | 78   | 3.32       |                    |
| 2022년 | BIGBOSS                         | 6위  | 143  | 59   | 81   | 3      | .421 | 16.5   | .234 | 100  | 3.46       |                    |
| 2023년 | 신조 쓰요시                     | 6위  | 143  | 60   | 82   | 1      | .423 | 27.5   | .231 | 100  | 3.08       |                    |

- 2023년 시즌 종료 기준, 순위에서 굵은 글씨는 일본 시리즈 우승.
- 통산 성적 : 4827승 383무 5247패(승률 .479)

## 구단 기록

### 경기·승패·승률에 관한 기록

1950년부터 현재까지의 팀 순위, 붉은점은 일본 시리즈 우승을 나타냄

- 리그 우승 : 7회

(1962년, 1981년, 2006년, 2007년, 2009년, 2012년, 2016년)
- 일본 시리즈 우승 : 3회

(1962년, 2006년, 2016년)
- 클라이맥스 시리즈 우승 : 4회

(2007년, 2009년, 2012년, 2016년)
- 아시아 챔피언 : 1회

(2006년)
- 센트럴·퍼시픽 교류전 우승 : 1회

(2007년)
- A클래스 : 32회
  - 단일 리그 시대 : 0회
  - 양대 리그제 이후 : 32회(1959년, 1961년 ~ 1967년, 1978년 ~ 1983년, 1987년 ~ 1988년, 1993년, 1996년, 1998년, 2000년, 2004년, 2006년 ~ 2009년, 2011년 ~ 2012년, 2014년 ~ 2016년, 2018년, 2024년)
- B클래스 : 47회
  - 단일 리그 시대 : 4회(1946년 ~ 1949년)
  - 양대 리그제 이후 : 43회(1950년 ~ 1958년, 1960년, 1968년 ~ 1977년, 1984년 ~ 1986년, 1989년 ~ 1992년, 1994년 ~ 1995년, 1997년, 1999년, 2001년 ~ 2003년, 2005년, 2010년, 2013년, 2017년, 2019년 ~ 2023년)
- 연속 A클래스 진입 최장 기록 : 7년(1961년 ~ 1967년)
- 연속 B클래스 최장 기록 : 13년(1946년 ~ 1958년)
- 후기 우승 : 2회(1981년 후기, 1982년 후기)
- 정규 시즌 우승 : 4회(1982년, 2006년, 2007년, 2009년)
- 시즌 최다 연승 : 15연승(2016년)
- 최다 승리 : 87승(2016년)
- 최다 패전 : 92패(1956년)
- 최다 무승부 : 13무(1984년)
- 최고 승률 : .621(2016년)
- 최저 승률 : .364(1955년)
- 최소 경기차 : 1.0경기차(2위 : 1993년)
- 최대 경기차 : 48.0경기차(최하위, 1956년)

### 그 외의 기록
- 시즌 최다 득점 : 771득점(2000년)
- 시즌 최다 안타 : 1370개(2009년)
- 시즌 최다 2루타 : 290개(2009년, 일본 프로 야구 기록)
- 시즌 최다 3루타 : 56개(1961년)
- 시즌 최다 홈런 : 178개(2004년)
- 시즌 최소 홈런 : 40개(1955년)
- 시즌 최다 타점 : 735타점(2000년)
- 시즌 최소 타점 : 312타점(1947년, 양대 리그제 이후에는 1951년의 324타점)
- 시즌 최다 도루 : 185도루(1979년)
- 시즌 최다 삼진 : 1151삼진(2005년, 일본 프로 야구 기록)
- 시즌 최고 타율 : .281(2004년)
- 시즌 최저 타율 : .216(1956년)
- 시즌 최고 평균자책점 : 2.39(1961년)
- 시즌 최저 평균자책점 : 4.98(1984년)
- 시즌 최다 세이브 : 48세이브(2006년, 퍼시픽 리그 기록)
- 게임 최다 득점 : 22득점(1949년 11월 19일 대 다이요 로빈스)
- 게임 최다 안타 : 28개(2008년 10월 1일 대 도호쿠 라쿠텐 골든이글스)
- 게임 최다 2루타 : 9개(2004년 5월 12일 대 지바 롯데 마린스, 2009년 4월 19일 대 사이타마 세이부 라이온스) ※퍼시픽 리그 기록.
- 게임 최다 3루타 : 6개(1946년 7월 14일 대 골드 스타)
- 게임 최다 홈런 : 7개(1950년 5월 31일 대 마이니치 오리온스)
- 게임 최다 도루 : 9개(1979년 6월 5일 대 세이부 라이온스)
- 게임 최다 희생플라이 : 4개(1982년 7월 3일 대 긴테쓰 버펄로스) ※일본 프로 야구 기록.
- 게임 최다 사구 : 7개(1979년 5월 12일 대 롯데 오리온스) ※일본 프로 야구 기록.
- 게임 최다 폭투 : 5개(2003년 4월 18일 대 세이부 라이온스) ※일본 프로 야구 기록.
- 게임 최다 보크 : 4개(1974년 7월 17일 대 긴테쓰 버펄로스) ※일본 프로 야구 기록.
- 5자 연속 홈런(1971년 5월 3일 대 롯데 오리온스, 10회초) ※일본 프로 야구 기록.
- 4자 연속 2루타(2009년 7월 29일 대 지바 롯데 마린스, 1회초) ※퍼시픽 리그 기록.
  - 선두 타자로부터 4자 연속 2루타(상동, 일본 프로 야구 기록)
- 5경기 연속 무실점 승리(2011년 5월 28일 히로시마 도요 카프 1차전에서 6월 3일 도쿄 야쿠르트 스왈로스 3차전까지) ※일본 프로 야구 기록.[12]
- 52 이닝 연속 무실점(2011년 5월 26일 주니치 드래건스 2차전 6회말에서 6월 4일 도쿄 야쿠르트 스왈로스 4차전 2회말까지) ※일본 프로 야구 기록.[13]

## 역대 홈구장
- 고라쿠엔 구장(1948년 ~ 1953년)[14]
- 고마자와 구장(1953년 ~ 1961년)
- 메이지 진구 야구장(1962년 ~ 1963년)
- 고라쿠엔 구장(1964년 ~ 1987년)
- 도쿄 돔(1988년 ~ 2003년)
- 삿포로 돔(2004년 ~ 2022년)
- ES CON FIELD HOKKAIDO(2023년 ~ )[15]

## 유명 선수
- 만나미 츄세이(ja:万波中正)
- 미즈타니 슌(ja:水谷瞬)
- 오타니 쇼헤이
- 다르빗슈 유
- 나카타 쇼
- /  마이클 나카무라
- 라이언 글린
- 브래드 토머스
- 루이스 히메네스
- 버디 칼라일
- 양다이강

## 같이 보기
- 홋카이도 콘사돌레 삿포로
- 세레소 오사카 - 닛폰햄의 스폰서를 함께 사용하고 있는 J리그 축구팀